# Kiel-Canal-Max-Feeder
Die als  Kiel-Canal-Max-Feeder bezeichnete Containerschiffsklasse des Werfttyps „1924 TEU Ice Class“ umfasst vier Containerschiffe.

## Einzelheiten

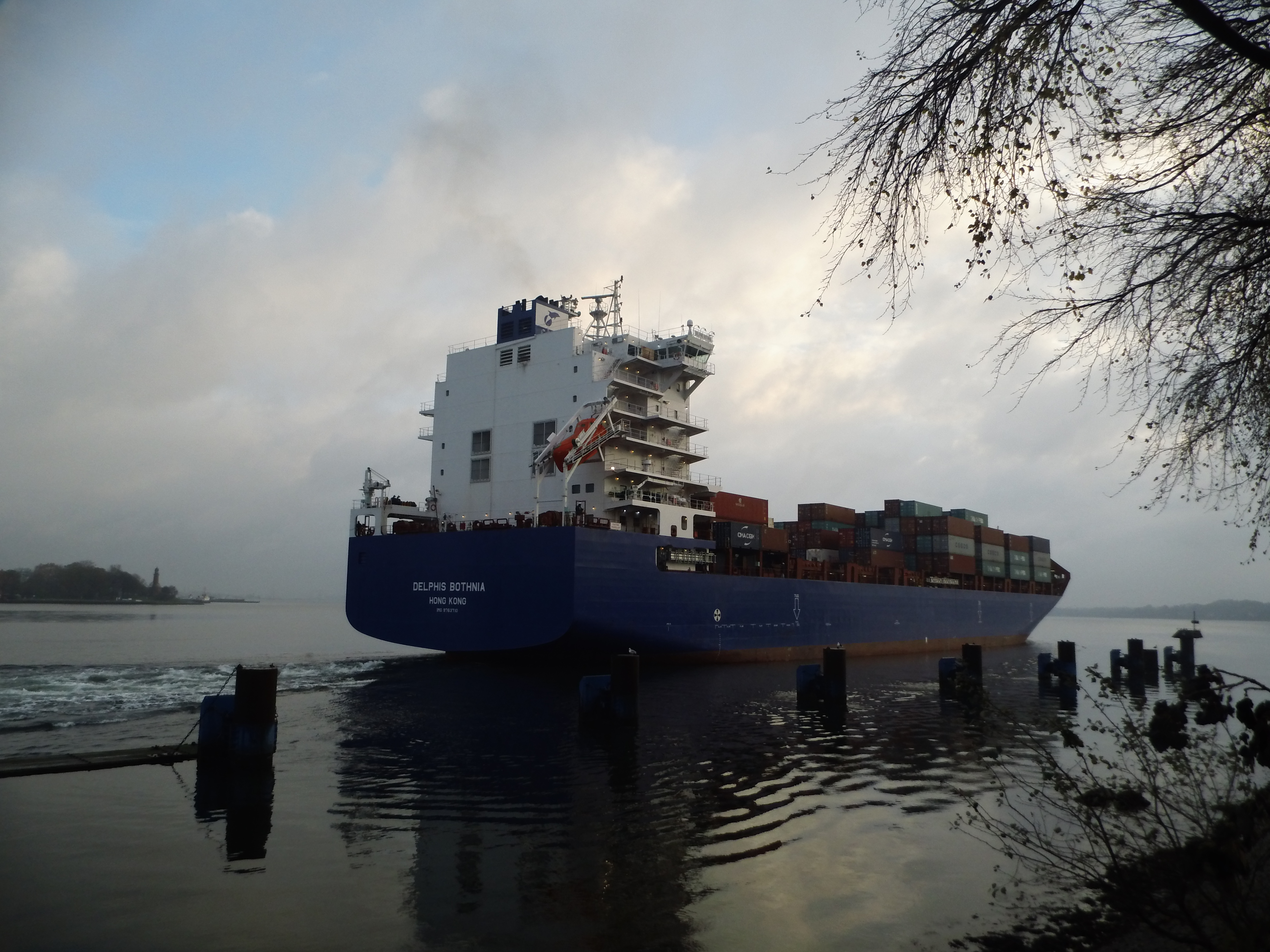
Heckansicht der Delphis Bothnia

Die Schiffe wurden auf der südkoreanischen Werft Hanjin Heavy Industries gebaut. Sie wurden zunächst von der Reederei Delphis, einem Tochterunternehmen der Compagnie Maritime Belge (CMB), betrieben. Seit 2019 ist die Reederei Bocimar, ebenfalls ein Tochterunternehmen der CMB,  als Betreiber der Schiffe eingetragen. Bereedert werden die unter der Flagge Hongkongs fahrenden Schiffe von Anglo-Eastern (Germany).
Der Antrieb erfolgt durch einen MAN-Dieselmotor des Typs 6S60ME-C. Der Motor wirkt auf einen Verstellpropeller. Für die Stromversorgung stehen vier Dieselgeneratoren sowie ein Not- und Hafengenerator zur Verfügung. Die Containerkapazität beträgt 1.926 TEU bzw. 950 FEU. Es sind Anschlüsse für 494 Kühlcontainer vorhanden.
Die Schiffe sind mit einem Bug- und einem Heckstrahler ausgestattet. Die Schiffe besitzen die Eisklasse 1A.

## Die Schiffe
| Kiel-Canal-Max-Feeder | Kiel-Canal-Max-Feeder | Kiel-Canal-Max-Feeder | Kiel-Canal-Max-Feeder                              | Kiel-Canal-Max-Feeder      | Kiel-Canal-Max-Feeder |
| Bauname               | Bau- nummer           | IMO- Nummer           | Kiellegung Stapellauf Ablieferung                  | Umbenennungen und Verbleib |                       |
| --------------------- | --------------------- | --------------------- | -------------------------------------------------- | -------------------------- | --------------------- |
| Delphis Bothnia       | 263                   | 9763710               | 21. Dezember 2015 14. April 2016 29. August 2016   | so in Fahrt                |                       |
| Delphis Finland       | 264                   | 9763722               | 18. Dezember 2015 4. Juli 2016 22. November 2016   | so in Fahrt                |                       |
| Delphis Gdansk        | 265                   | 9780653               | 18. Dezember 2015 9. September 2016 3. Januar 2017 | so in Fahrt                |                       |
| Delphis Riga          | 266                   | 9780665               | 21. Dezember 2015 8. Oktober 2016 8. März 2017     | so in Fahrt                |                       |

## Zwischenfälle
Am 27. März 2018 kollidierte die Delphis Gdansk im Großen Belt westlich von Kalundborg mit der BBC Neptune. Dabei verlor sie mehrere Container, zwei beschädigten die BBC Neptune. Zudem wurde der Rumpf an der Backbordseite beschädigt. Anschließend wurde die Delphis Gdansk bei Remontowa in Danzig repariert.